# Metro por segundo
Metro por segundo (símbolo: m/s) é uma unidade derivada no Sistema Internacional de Unidades (SI) para medição da velocidade de um corpo. É a unidade padrão de medida de velocidade (variação de espaço por variação de tempo) no referido sistema.
A velocidade pode ser calculada pela fórmula V=ΔS/Δt, sendo ΔS a variação de espaço (em metros) e Δt a variação de tempo (em segundos).
Quilômetros por segundo é utilizado, por conveniência, para referir-se a objetos movendo-se em altas velocidades, tais como os automóveis das ruas e as espaçonaves no espaço.

## Conversões
1 m/s equivale a:

= 3,6 km/h

≈ 2,23693629 mph

≈ 3,2808399 pés por segundo (pés/s).
Para transformar m/s em km/h, basta multiplicar por 3,6, e para transformar km/h em m/s, basta dividir por 3,6.